# シティ・オブ・カナダ・ベイ
シティ・オブ・カナダ・ベイ（City of Canada Bay）は、オーストラリア・ニューサウスウェールズ州の地方公共団体。

## 概要
シドニーCBDから北西に6キロメートルの、シドニー湾最奥部南岸に位置する。2000年に、ミュニシパリティ・オブ・コンコードとミュニシパリティ・オブ・ドラモインが合併したことで、自治体は、漢字の「凵」のような形をしている。
市の東部を構成するドラモイン半島には、北をシドニー湾、東をアイアン湾（en）、西をヘン・アンド・チキン湾（en）に囲まれている。市の中央部が、サバーブのカナダ・ベイである。ドラモイン半島の対岸が市の西部を構成する。
シドニーとパラマッタを結ぶ主要道路であるパラマッタ・ロードが市域の南辺をなし、バーウッド・カウンシルとの境界線となっている。ミュニシパリティ・オブ・ライカートのサバーブであるロジールからドラモイン半島を経由し、再び、湾を渡る形で、ハントリーズ・ポイントへとヴィクトリア・ロードが伸びる。
また、市の西部では、シティレール・ノーザン線（en）がストラスフィールド駅から分岐し北上、ノース・ストラスフィールド駅（en）コンコード・ウェスト駅（en）、ローズ駅（en）を経由し、エッピング駅（en）方面へ、パラマッタ川を渡る。
陸上で境界を接するのは、東から時計回りにミュニシパリティ・オブ・ライカート、ミュニシパリティ・オブ・アッシュフィールド、バーウッド・カウンシル、ミュニシパリティ・オブ・ストラスフィールド、オーバーン・シティとなる。

## 構成サバーブ
バーウッド・カウンシルは、以下のサバーブで構成される。記事の理解のため、東部と中西部の順で記載する。
ドラモイン半島を中心とする東部は、以下のとおり。
- ドラモイン（Drummoyne）
- チズウィック（Chiswick）
- アボッツフォード（Abbotsford）
- ラッセル・リー（Russell Lea）
- ウェアエンバ（Wareemba）
- ロッド・ポイント（Rodd Point）
- ファイブ・ドック（Five Dock）

それ以外の中西部のサバーブは以下の通り。
- カナダ・ベイ（Canada Bay）
- コンコード（Concord）
- コンコード・ウェスト（Concord West）
- カバリタ（Cabarita）
- ブレイクファスト・ポイント（Breakfast Point）
- モートレイク（Mortlake）
- リバティー・グローヴ（Riverty Grove）
- ローズ（Rhodes）
- ノース・ストラスフィールド（North Strathfield
- ストラスフィールド（Strathfield）の一部。

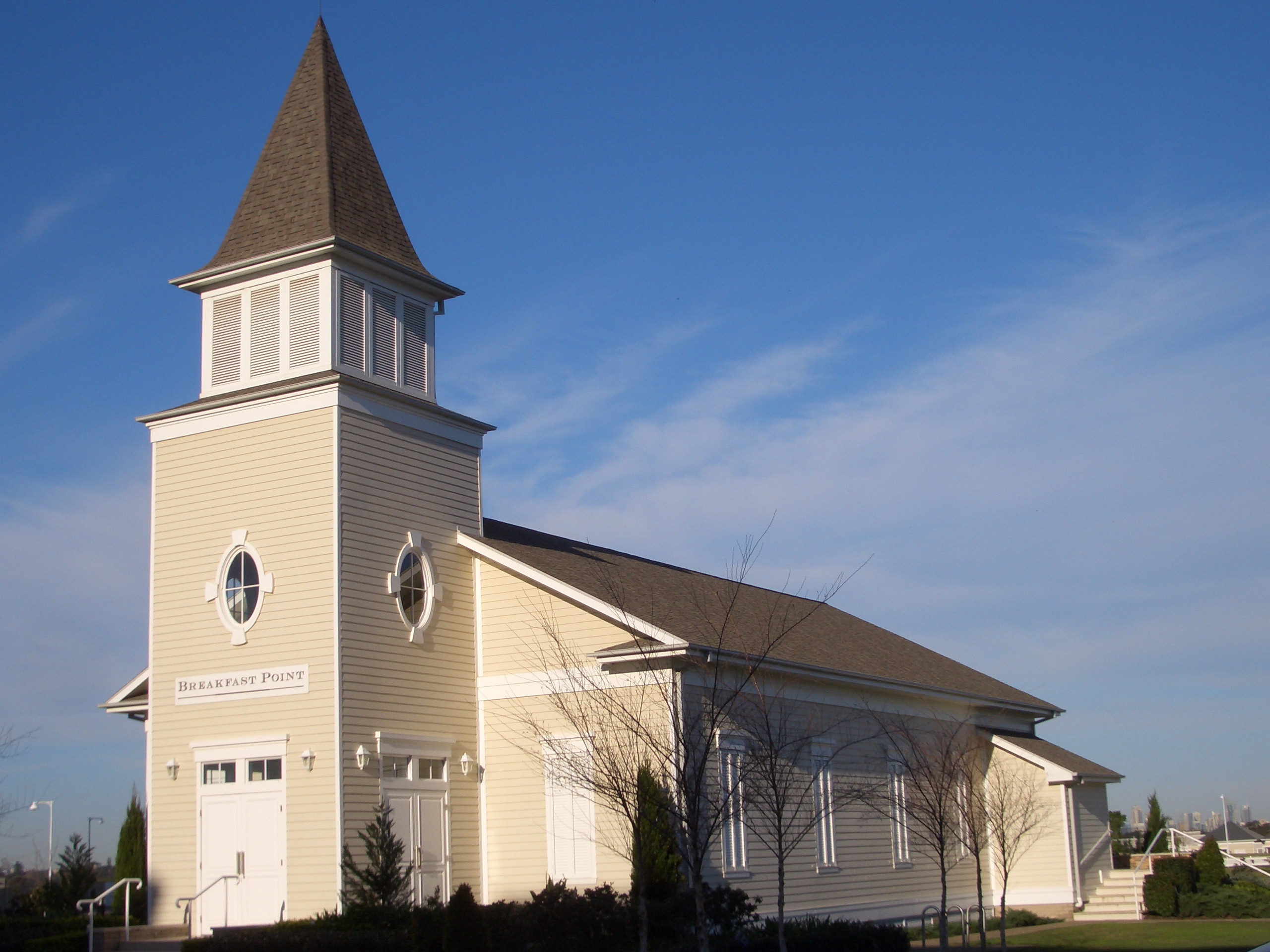
ブレイクファスト・ポイントにあるコミュニティ・ホール
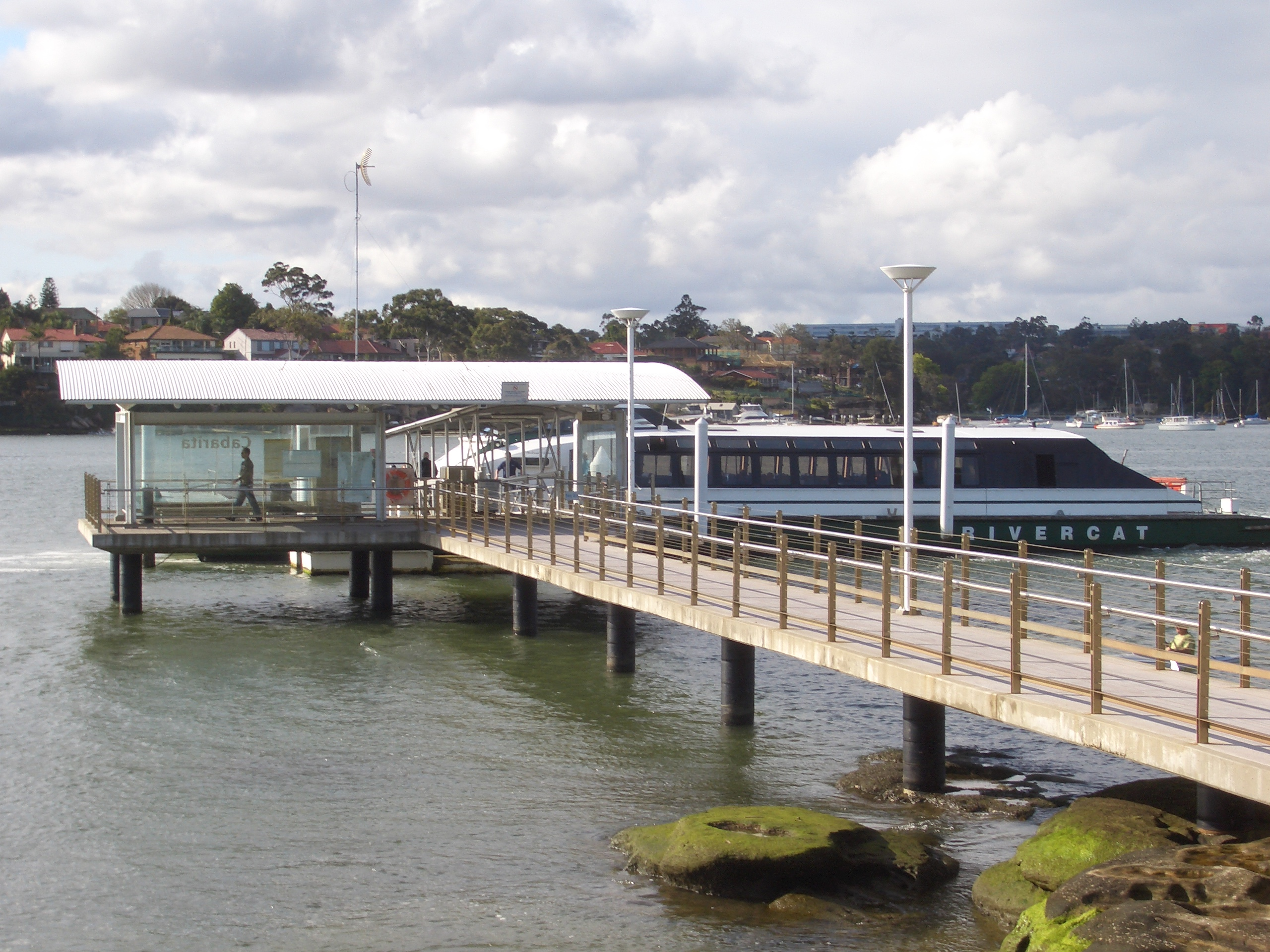
カバリタのフェリー乗り場
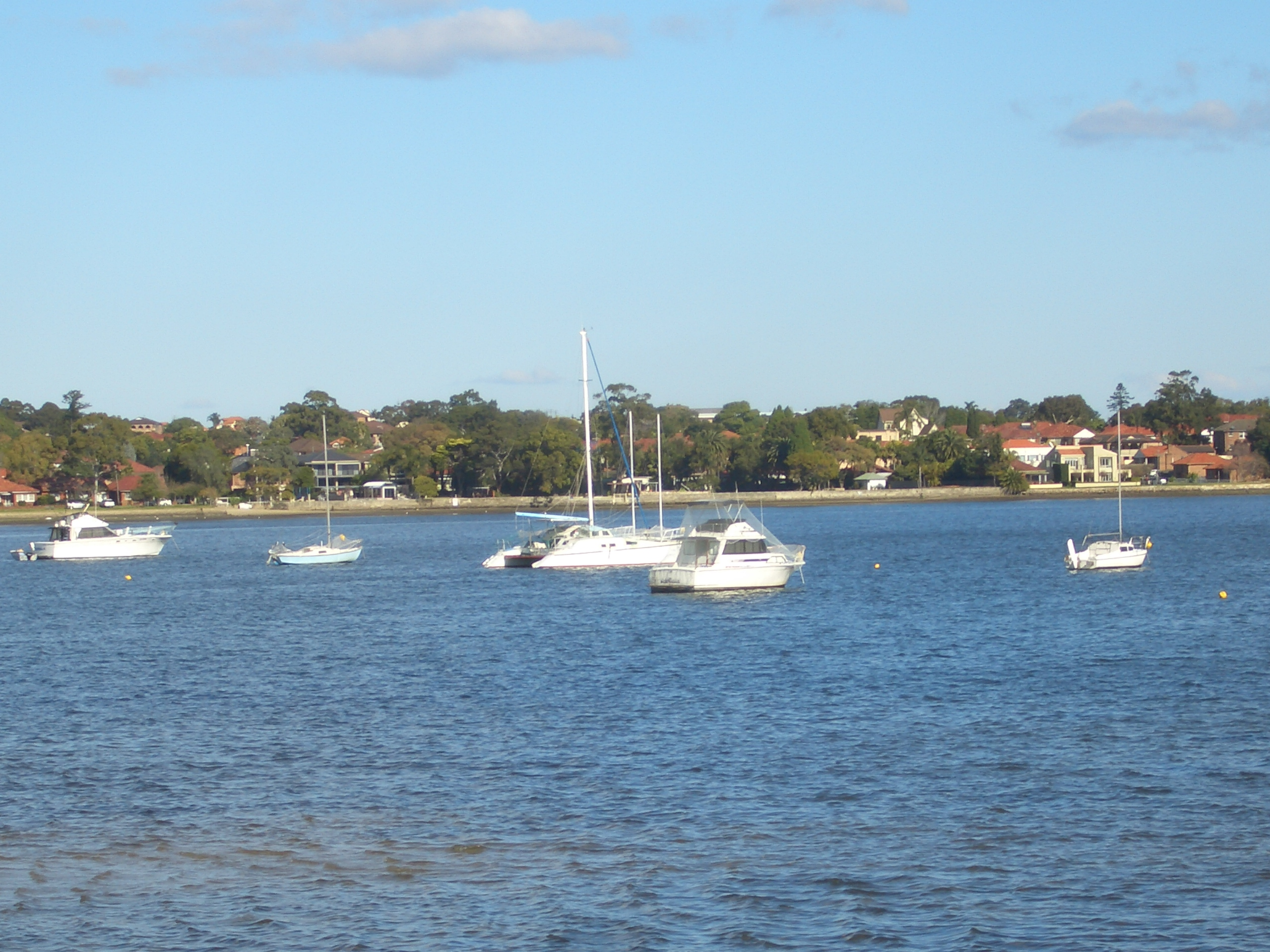
カナダ・ベイ
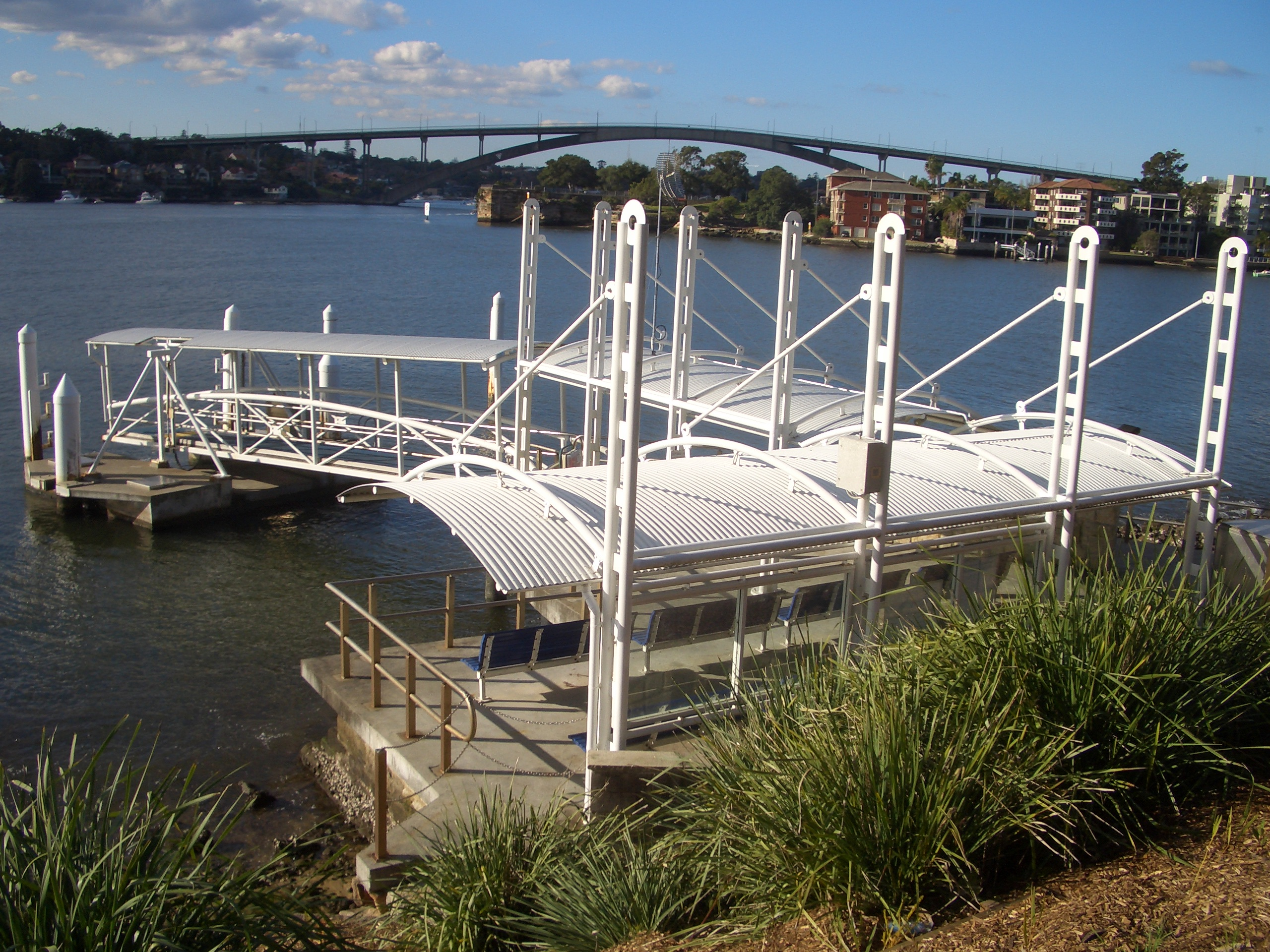
チズウィックのフェリー乗り場
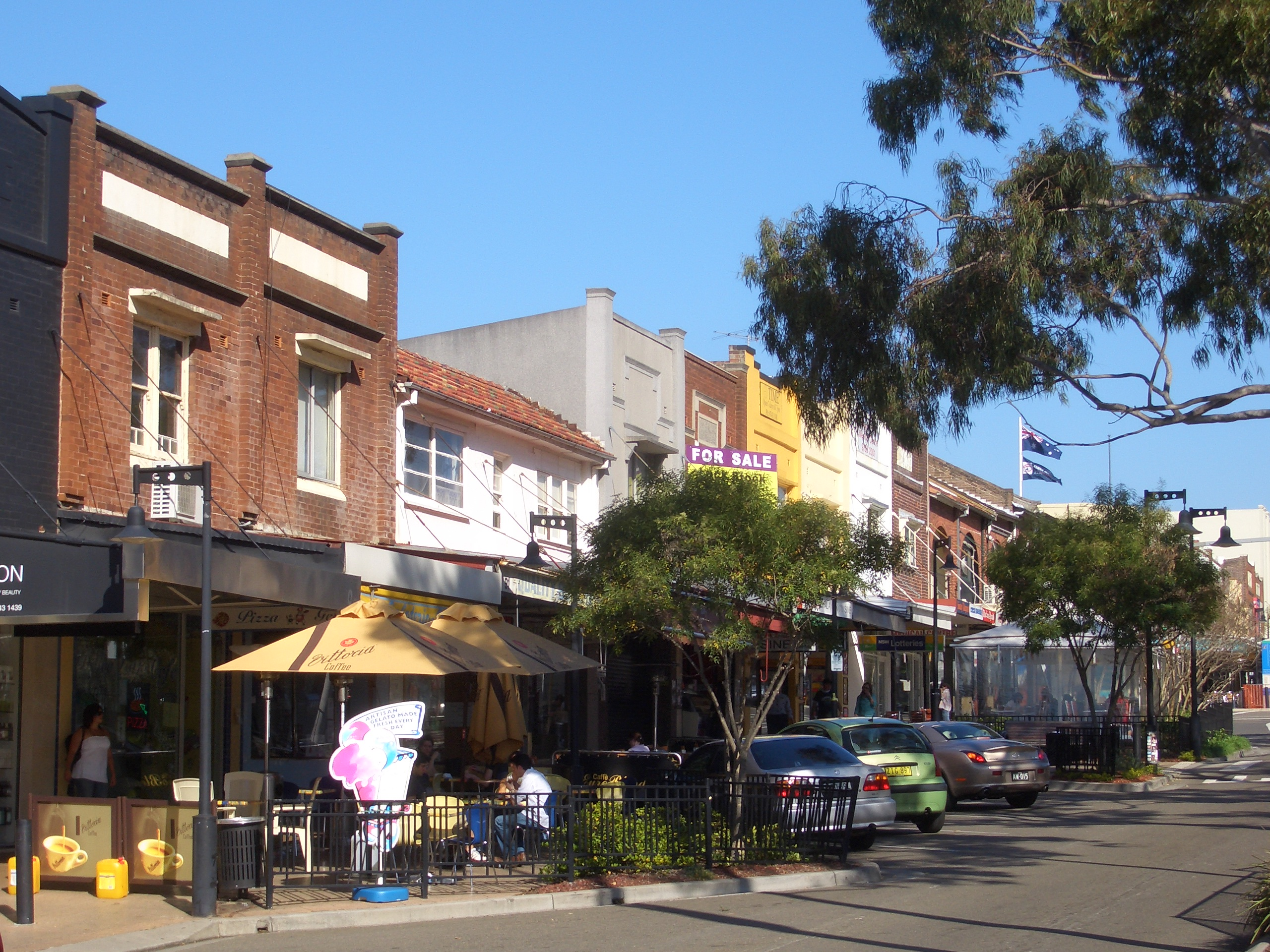
コンコードのメジャー・ベイ・ロード
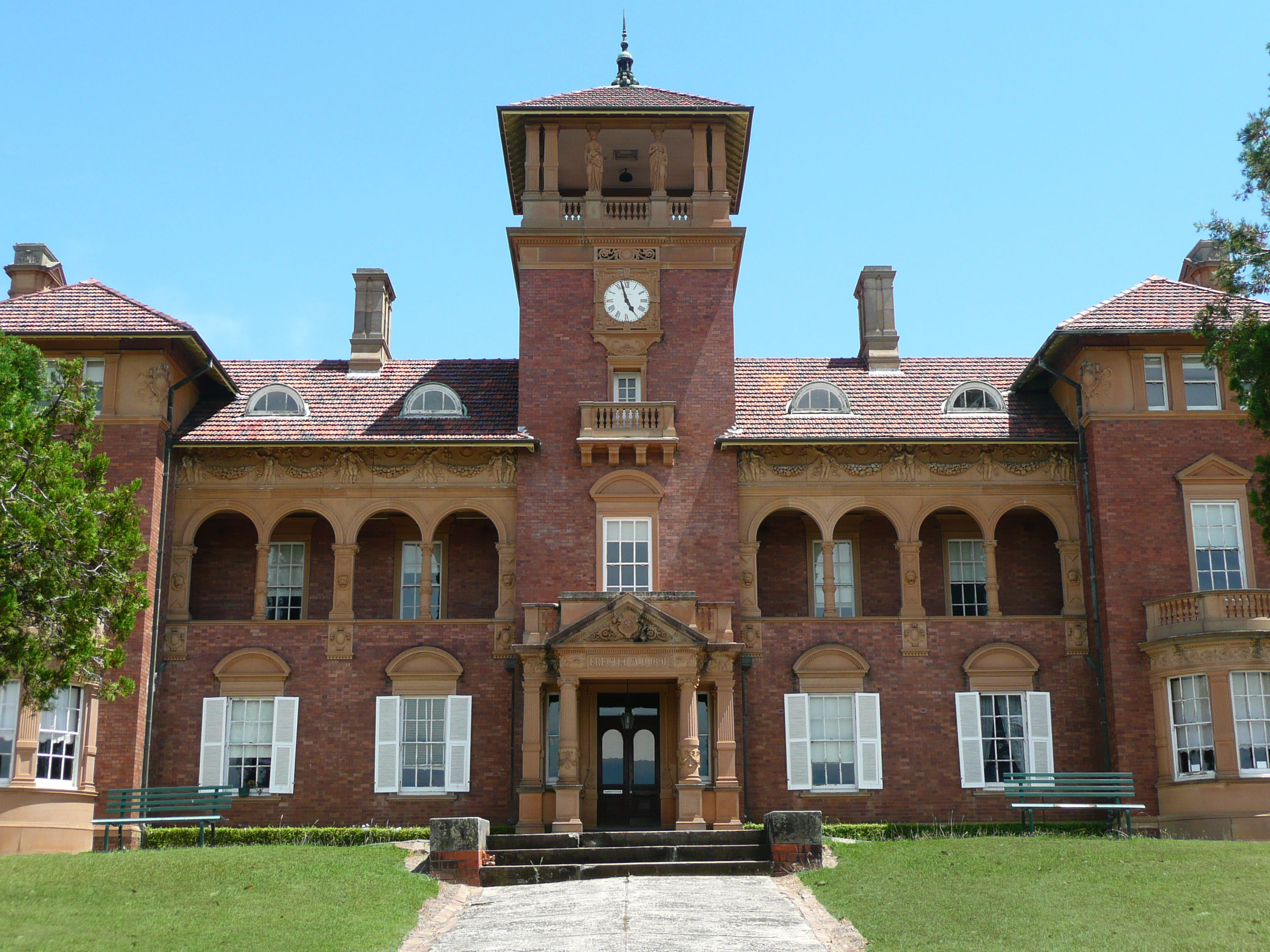
コンコード・ウェストにある旧トーマス・ウォーカー病院
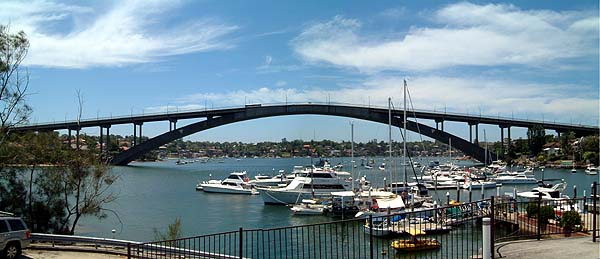
ドラモインとハントリーズ・ポイントを結ぶグレーズヴィル橋（en）
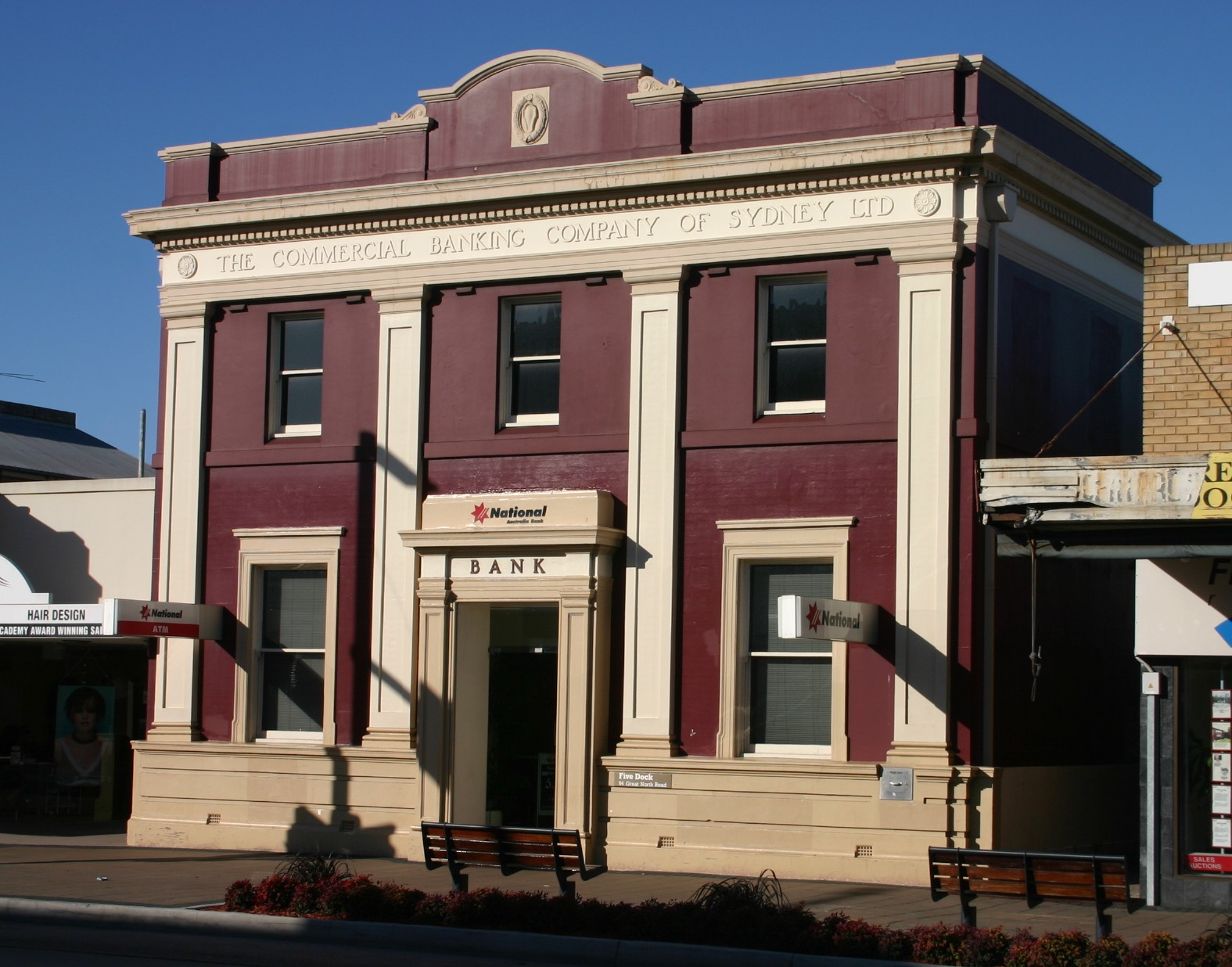
ファイブ・ドックにある旧国立銀行ビル
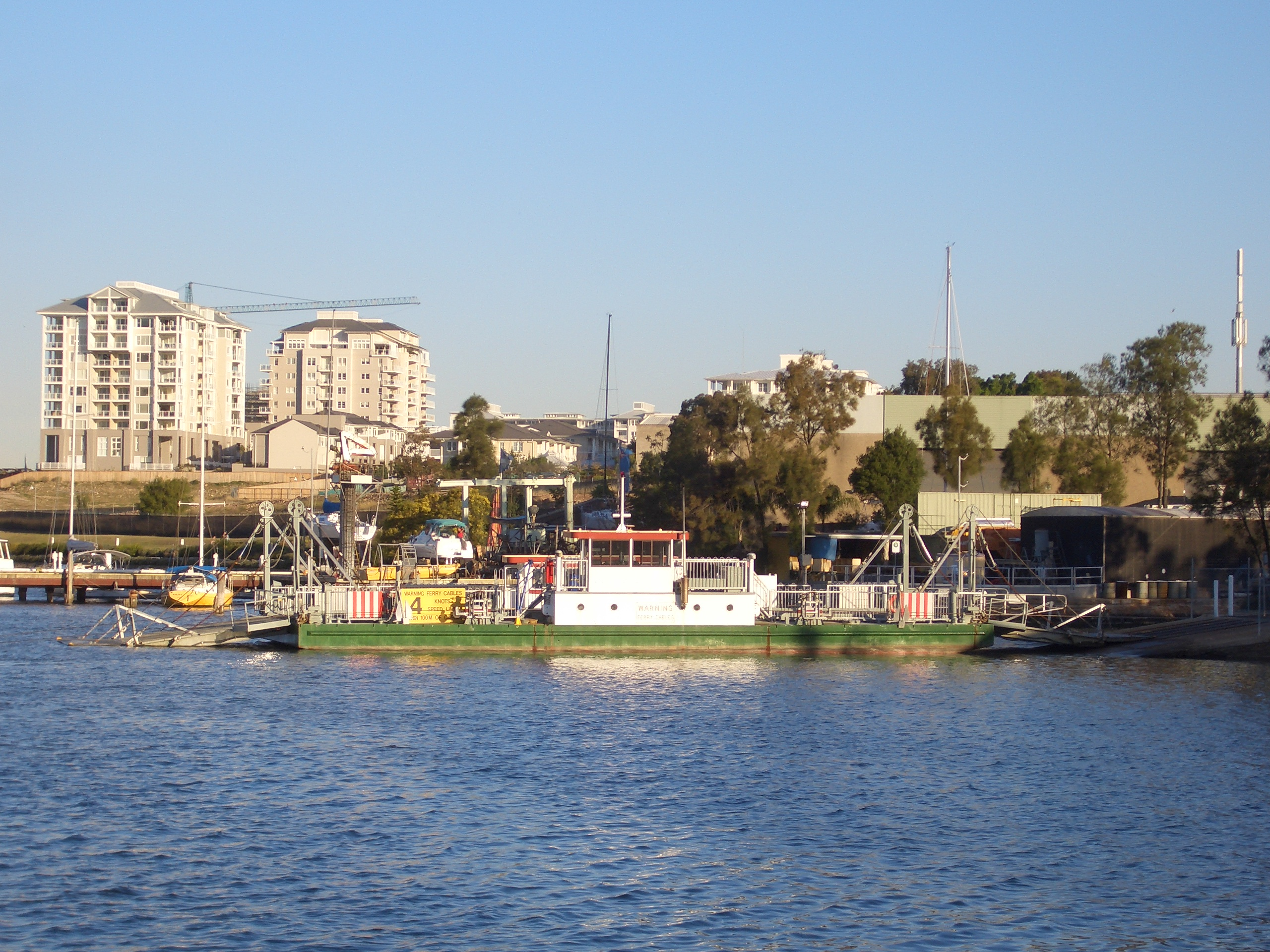
モートレイク・ポイント

## 議会
バーウッド・カウンシルの議会は、9人によって構成される。任期は4年。選挙区は1つである。市長は、8人の議員とは別に単一選挙区で同時に、1人が選出される。最新の議会選挙は、2012年9月8日に実施された。オーストラリア労働党4議席、オーストラリア自由党4議席、オーストラリア緑の党が1議席獲得した。市長は、オーストラリア労働党のAngelo Tsirekas。